# Cos Cob, Connecticut
Cos Cob är en ort (CDP) i Fairfield County, i delstaten Connecticut, USA. Enligt United States Census Bureau har orten en folkmängd på 6 770 invånare (2010) och en landarea på 5,4 km².